# Такна (Аризона)
Такна (енгл. Tacna) насељено је место без административног статуса у америчкој савезној држави Аризона.

## Демографија
По попису из 2010. године број становника је 602, што је 47 (8,5%) становника више него 2000. године.
| Група             | 2000.       | 2010.       |
| Белци             | 261 (47,0%) | 233 (38,7%) |
| Афроамериканци    | 6 (1,1%)    | 4 (0,7%)    |
| Азијати           | 3 (0,5%)    | 2 (0,3%)    |
| Хиспаноамериканци | 282 (50,8%) | 349 (58,0%) |
| Укупно            | 555         | 602         |